# Спасо-Преображенський собор (Вінниця)
Свято-Преображенський катедральний собор, початково Костел домініканців Благовіщення Пресвятої Діви Марії є національною пам'яткою архітектури. Від 1990 року до середини грудня 2018 року був катедральним собором Вінницької єпархії Української православної церкви Московського патріархату. З грудня 2018 року перебуває під юрисдикцією Православної церкви України. Будівля розташована в історичному центрі міста, серед комплексу ранньомодерних фортифікаційних споруд Мури, які складалися з монастирів єзуїтів, домініканців і капуцинів. Є яскравим зразком культури ягеллонської Центрально-Східної Європи.

## Історія
Цегляний храм у стилі бароко збудований оо. Домініканами в 1779 році замість дерев'яного домініканського костелу, збудованого в 1624. До Вінниці отці Домінікани повернулись з Черленкова спустошеного татарами, де вони оселились ще у 1648 році після зруйнування козаками домініканського монастиря у Вінниці і збудували в Черленкові монастир разом з греко-католицьким орденом отців Василіанів, що прийшли з Почаєва.
У 1817 році царська влада закрила домініканський монастир і передала приміщення православним. 
Першу православну соборну церкву міста назвали на честь св. Козьми й Даміана. Її побудували у XVI ст., коли Вінниця була лише невеликою фортецею. Церква розташовувалась на південному боці сучасної вулиці Монастирської і довгий час співіснувала поруч з монастирем та костелом домініканців. Лише у 1832 році після ліквідації домініканського кляштору її перевели зі старого дерев'яного приміщення в приміщення костелу та перейменували на Преображенський собор. Касата домініканського кляштору у Вінниці була здійснена владою Російської імперії під приводом покарання поляків за участь у листопадовому повстанні, справжньою ж причиною було бажання російської влади очистити ці землі від католицизму. Так на литовських, білоруських та українських землях до 1832 року існувало 322 монастирі, з яких у 1832 році указом Миколи І російська влада закрила 194 монастирі, залишивши 128. Зокрема на території Волинської, Подільської та Київської губерній були скасовані 49 монастирів, які утримували за свій кошт парафіяльні школи, з них 16 на Поділлі. Зачинені парафіяльні школи були замінені значно меншою кількістю світських шкіл лише через декілька десятиліть.

### Домініканський період

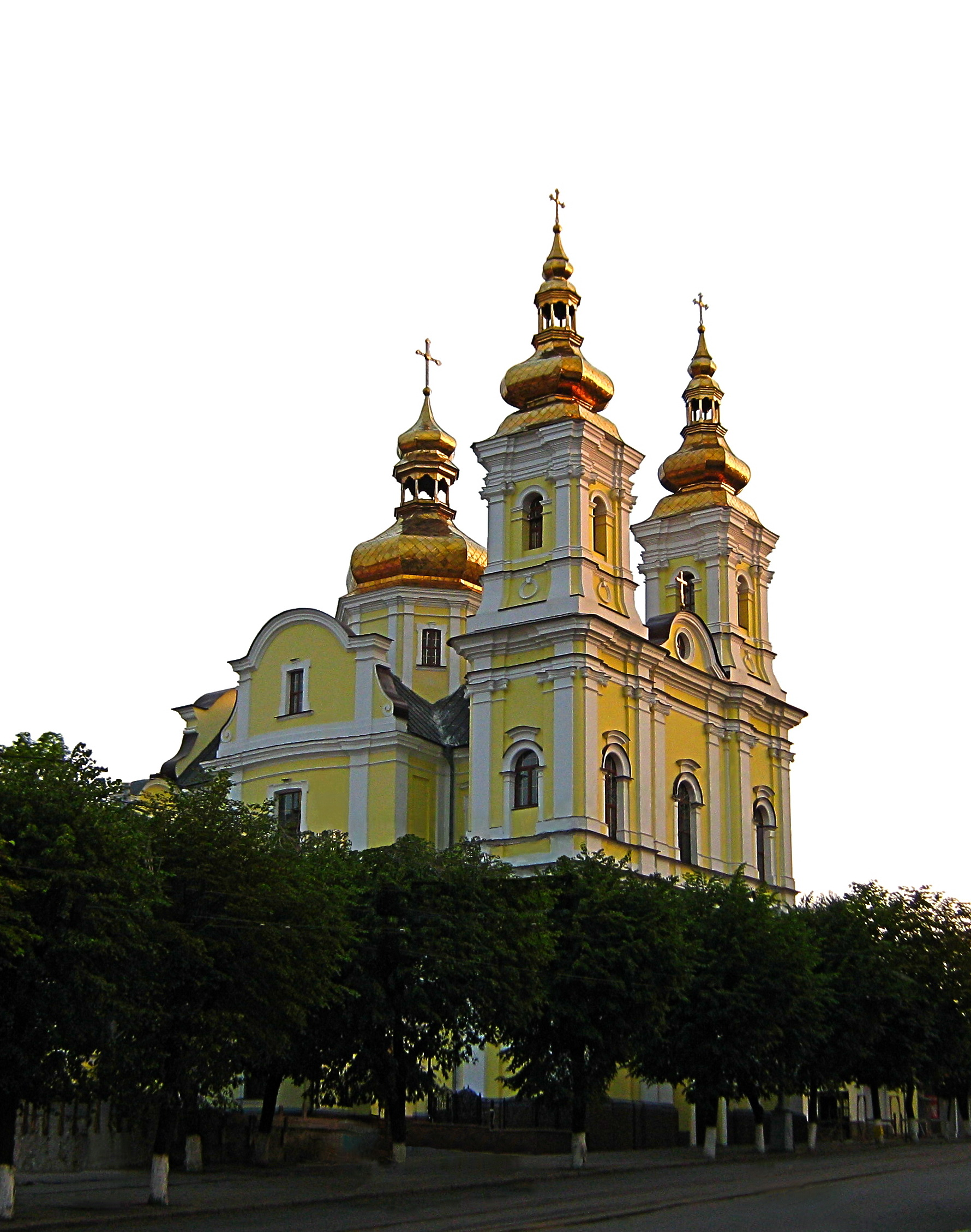
Преображенський собор Вінниці

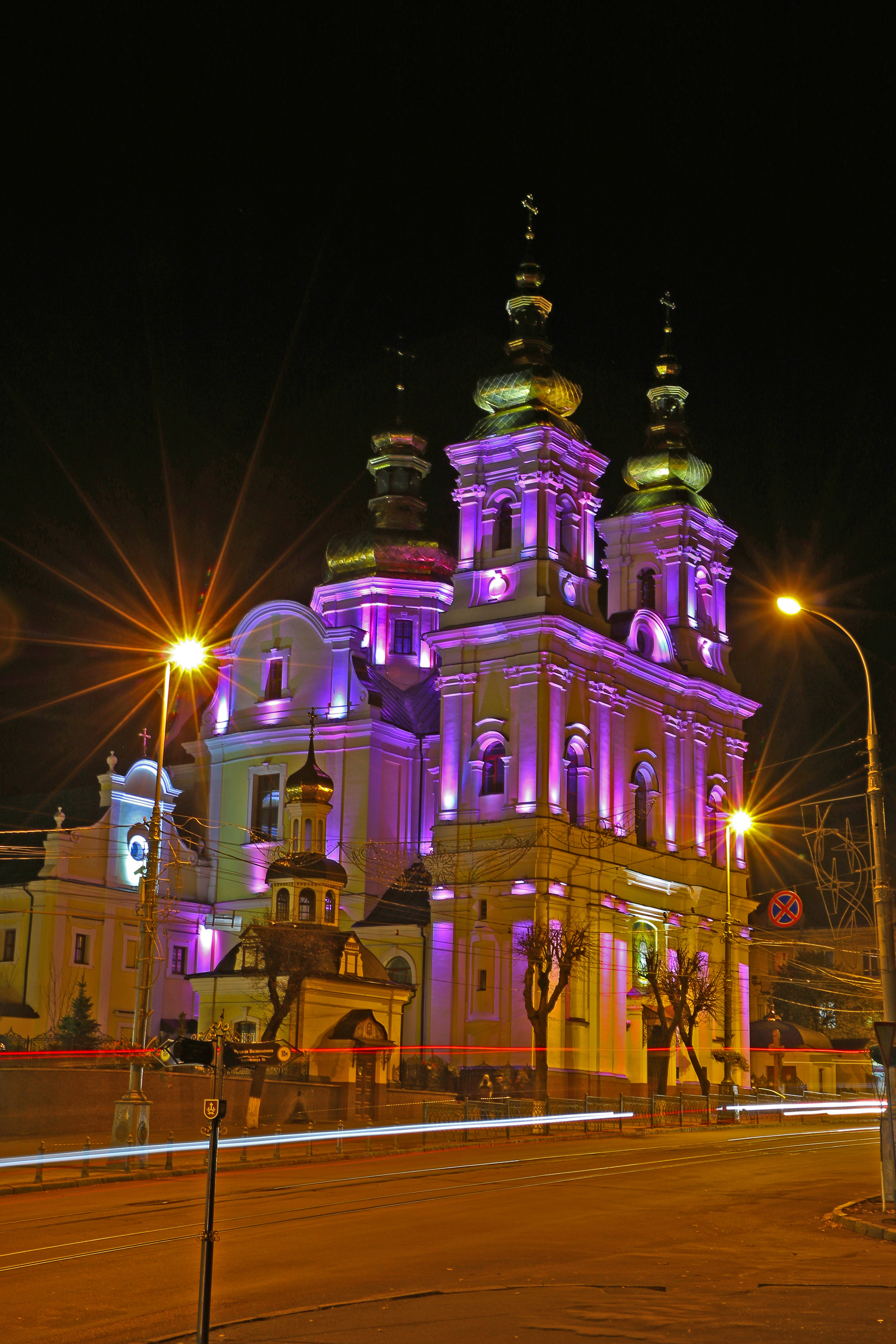
Нічний вид собору

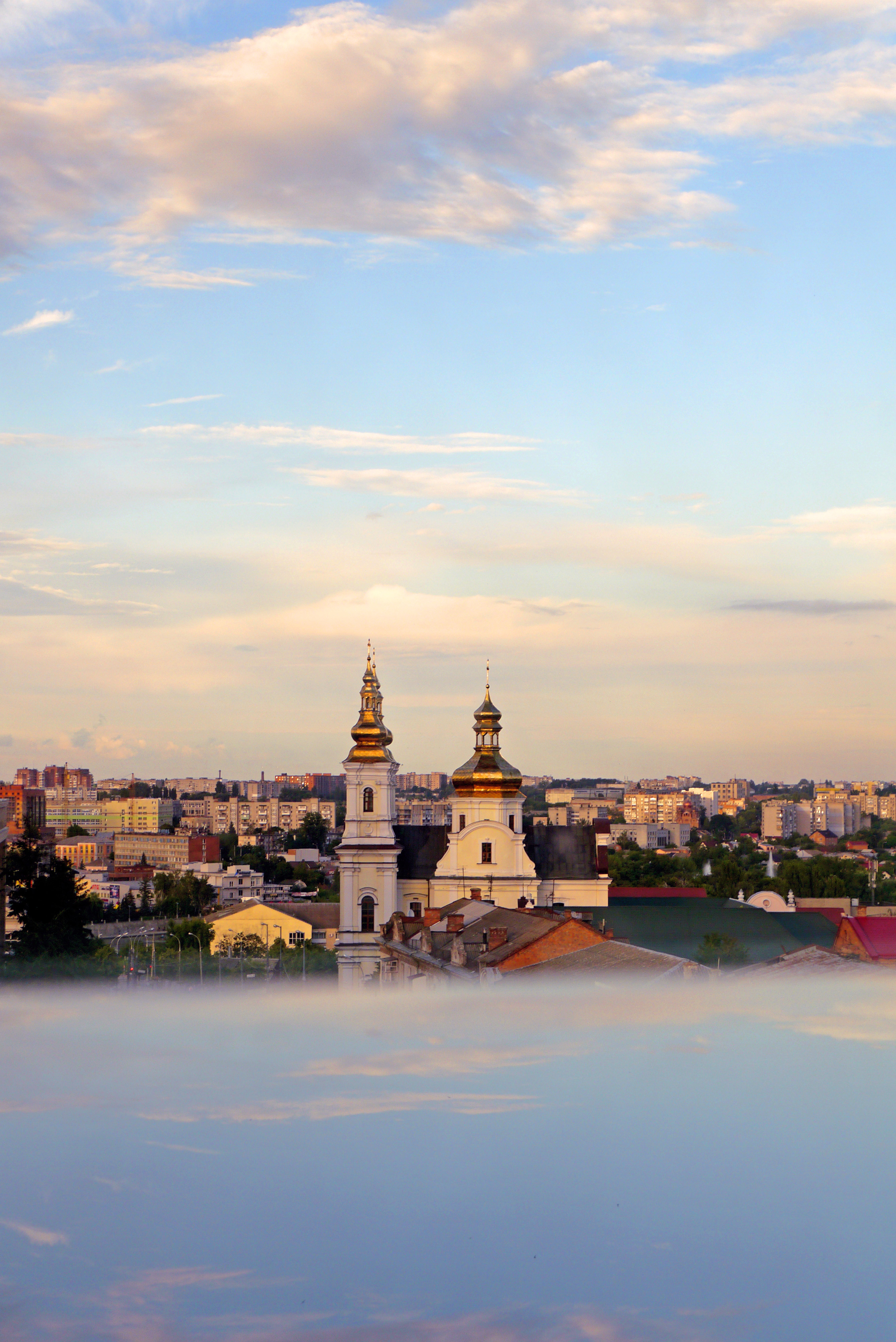
Вид на собор та місто (2018 рік)

Перші польські домініканські монахи з'явились у місті в 1630 році. У часи визвольної боротьби Богдана Хмельницького вони залишили монастир та повернулись сюди лише наприкінці XVII ст. У 1758 році брацлавський земський суддя Міхал Грохольський (батько брацлавського воєводи Марціна) звелів побудувати для них кам'яний костьол. Але в 1831—1833 роках монастир скасували — Російська імперія, що захопила Вінницю, вимагала утвердження православ'я на своїх нових територіях і витіснення католицизму. Як пояснювала нова московська влада, монастир закривався через недостатню для його утримання кількість ченців.

### Церква
Приміщення пустувало, поки чиновники не пригадали про стару соборну церкву, що стояла поряд. За рішенням Київського військового губернатора, Подільського і Волинського генерал-губернатора від 19 листопада 1832 р. приміщення домініканського монастиря було передане православному духовенству.
У колишньому костьолі був влаштований Преображенській собор, освячений в 1833 р. на свято Благовіщення, а стара Козьмо-Даміанівська церква була розібрана. У 1855 р. настоятель собору протоієрей Порфирій Вознесенський звернув увагу на те, що багато прихожан майже не відвідують церкву взимку. Причиною був холод, від якого страждали також і священнослужителі. Тому було ухвалене рішення про споруду теплої церкви, яку за порадою архітектора Кулаковського влаштували в нижній частині собору, де була крипта (сімейний склеп) роду Грохольських. Перед реконструкцією підвалу були дотримані ряд формальностей. Кам'янецький римо-католицький єпископ направив до Вінниці свого представника, який разом з настоятелем 18 травня 1855 р. склав акт: «Все вцілілі труни перенесли в приміщення біля входу праворуч і замурували; зруйновані (числом два) опустили в могилу, викопану в південній стороні підвалу, і засипали. Все це зроблено без всякого розголосу і церемоній». Після чого приміщення побілили, постелили дерев'яну підлогу і поставили іконостас. 1 листопада 1855 р. нижня церква була освячена на честь св. Козьми і Даміана на згадку про попередній соборний храм.
Собор в різні часи відвідували поважні особи. Були серед них і члени царського дому. Першим з них собор в 1847 р. відвідав Микола І з синами Олександром і Миколою. Через рік Микола І власноручно підписав проект реконструкції Преображенського собору, яку через нестачу коштів почали лише в 1860 р.
У недільний день, 12 червня 1866 року у храмі було незвичайно багато людей. Відбувалося освячення Дарохранительниці, яку пожертвував Великий князь Олександр Олександрович (майбутній цар Олександр III) на вічний спогад про померлого брата Миколу. У зв'язку з ремонтом богослужіння здійснювалися в нижній церкві. Свято відвідали і католики, які прийшли подивитися на дар спадкоємця російського престолу. На жаль, в 1922 році його, як і інші цінності, вилучили представники радянської влади, і подальша доля його невідома. 8 травня 1916 року Преображенський собор відвідував і Микола II — останній російський імператор.
У Преображенському соборі хрестили Михайла Коцюбинського, тут же він брав шлюб. Хрестив дитину в 1864 р. настоятель о. Порфирій Вознесенський. 27 листопада 1866 р. відбулося освячення собору, яке здійснив єпископ Леонтій. Дехто нарікав, що ні в церкві, ні на обіді не було Миколи Пирогова. Він проживав в п'яти верстах від Вінниці в своєму маєтку, і настоятель ще за тиждень листом запрошував видатного лікаря на торжества. Але напередодні цієї знаменної події Пирогов повідомив, що чується хворим і побоюється виїжджати з дому, щоб ще більше не захворіти. Причому, висловив жаль «що він позбавляє себе слушної нагоди представитися Його Преосвященству».
Наприкінці квітня 1920 р. Вінниця утретє стала столицею УНР. А 5 травня в місто прибув Симон Петлюра. «О 10-й годині ранку Головний отаман під звуки маршу вийшов зі свого вагона в супроводі військового міністра Володимира Сальського, міністра єврейських справ Красного і осавулів. Хор школярів-залізничників вітав отамана національним гімном. У 10:15 Петлюра прибув у собор.» А через одинадцять днів, 16 травня, православне духівництво приймало в соборі керівника польської держави Юзефа Пілсудського.

### Радянська доба
У період 1921-1923 років настоятелем собору був протоієрей Антоній Юнак. У 1922 році собор пограбували представники радянської влади. З кінця 1920-х років і до свого закриття собор переходить до користування громади Української Автокефальної Православної синодальної церкви. У ньому служили на той час єпископи Іоанн (Славгородський) та Миколай (Полікарпов). Його двічі закривали: наприкінці 1930-х років храм перетворили на гумовий склад. Під час війни і аж до листопада 1962 року він служив собором РПЦ. Був знов закритий у 1962 році, під час гоніння на церкву Хрущова — вірних примусили написати відречення від храму. Тоді у соборі влаштували спортзал товариства «Динамо». Формально храм був закритий на прохання вінницького православного єпископа, про що він сам писав у листі до митрополита Києво-Галицького Іоанна.
По закритті собору, церковна утвар, ікони та іконостас були перенесені до храму Різдва Пресвятої Богородиці, котрий декілька десятиліть був кафедральним собором міста.
Собор був обезголовлений — були повністю знесені баня та верхні яруси обох веж. У такому вигляді храм простояв майже 50 років.
У вісімдесятих роках у церкві, за участю фахівців з НДР, була облаштована зала органної та камерної музики. У Вінниці влаштовувалися концерти, зокрема незадовго до смерті приїжджав із виступом Святослав Ріхтер.
У 1990 році приміщення рішенням обласної та міської влади передали православній церкві — за умови почекати, поки міська влада знайде нове приміщення для органу. Деякий час тривало протистояння між представниками управління культури та віруючими, але вірні церкви під проводом тодішнього вінницького митрополита Агафангела не стали чекати — демонтували орган і викинули його на бруківку. Зараз орган перебуває навпроти в католицькому костьолі (за радянських часів — лекторій).
Під час подальшої реконструкції над собором були зведені позолочені куполи, до того відсутні.
У грудні 2018 року громада та парафіяни собору прийняли рішення про перехід з УПЦ МП під юрисдикцію нової Православної церкви України.

## Поховання
Були поховані в родинному гробівці Ґрохольські: фундатор Міхал, сини Марцін, Францішек Ксаверій